# Canarium merrillii
Canarium merrillii là một loài thực vật có hoa trong họ Burseraceae. Loài này được H.J.Lam mô tả khoa học đầu tiên năm 1929.